# Bastet

Bastet

Bastet (anche Bastit) è una divinità egizia appartenente alla religione dell'antico Egitto, venerata già a partire dalla II dinastia (2890 a.C.). Col nome di Bast, era originariamente la dea della guerra nel Basso Egitto, la regione del delta del Nilo, prima dell'unificazione delle culture dell'Egitto (cioè fino al 3100 a.C. circa); nel corso dei secoli fu rappresentata con le sembianze di gatta, assumendo caratteristiche miti e protettive. Il suo nome può anche essere traslitterato come Baast, Ubaste e Baset. Nella mitologia greca era anche nota come Ailuros (dal greco áilouros, gatto). Era una delle più importanti e venerate divinità dell'Antico Egitto, dea della casa, dei gatti, delle donne, della fertilità e delle nascite.

## Storia

### Dal Periodo arcaico al Nuovo Regno: Bast

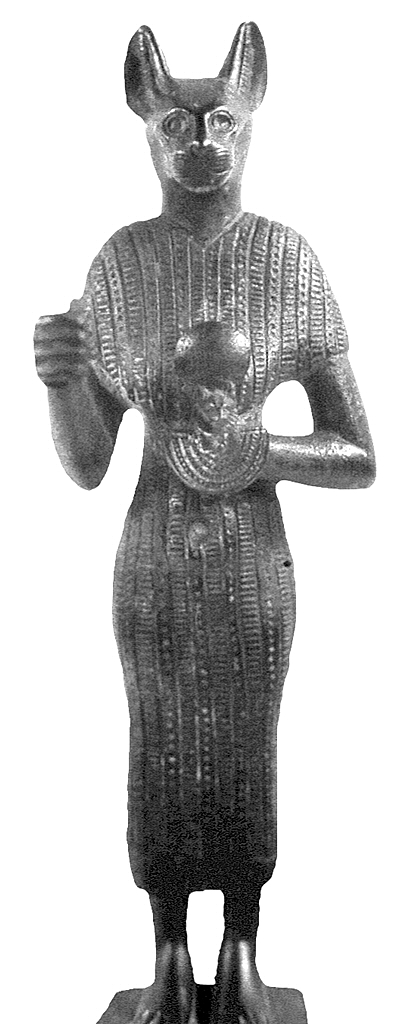
Statuetta di Bastet in bronzo e argento, risalente al periodo tolemaico o romano dell'Egitto. Walters Art Museum, Baltimora.

Le varie culture dell'Egitto arcaico, confluite in una all'unificazione del Paese (ca. 3125 a.C.), avevano diverse divinità con le stesse funzioni e gli stessi attributi iconografici: nel III millennio a. C., Bastet o, più correttamente, Bast (nome con cui fu nota fino al Periodo tardo) era rappresentata sia integralmente come leone sia come donna con la testa di leone. Sin dai tempi dei Testi delle Piramidi (V e VI dinastia), Bast era immaginata sia come madre protettiva che come terribile vendicatrice; una formula raccomanda di dichiararsi figli di Bastet per sfuggire alle epidemie. Il leone era considerato la più feroce belva africana; gli antichi osservavano le leonesse cacciare in gruppo: ebbe così origine la rappresentazione di Bast come dea della guerra e protettrice delle Due Terre. Nell'Alto Egitto, la dea-leonessa Sekhmet ne fu la corrispettiva divinità leonina della guerra. Diversamente da molte divinità fuse in un'unica entità con l'unione delle Due Terre, Bast e Sekhmet rimasero ancora per molto tempo due personalità ben distinte nel pantheon egizio.
Il pantheon dell'antica religione egizia era in costante evoluzione. Durante la XVIII dinastia, Tebe divenne la capitale del Paese: in questo modo Amon, patrono della città, divenne la suprema divinità nazionale. I sacerdoti del tempio di Amon ebbero modo di modificare i livelli d'importanza e di influenza degli altri dei; per esempio, Amon-Ra acquisì un'importanza fondamentale nel Nuovo Regno. Tuttavia, le differenze di significato che Bast e Sekhmet assunsero nelle rispettive regioni d'influenza ne impedì la fusione in un'unica divinità. In questa epoca, il ruolo di Bast come dea della guerra cominciò ad attenuarsi a favore di Sekhmet, che a sua volta andava prendendo connotati di grande violenza e ferocia. 
Fu durante il Nuovo Regno che gli scribi cominciarono ad aggiungere il suffisso femminile al suo nome, passando dalla grafia Bast a Bastet. Probabilmente apportarono questa modifica per evidenziare la t finale, propria appunto dei nomi femminili, che spesso non veniva pronunciata. Questo nuovo nome avrebbe avuto maggiore successo fra gli egittologi.

### Il Periodo tardo: Bastet

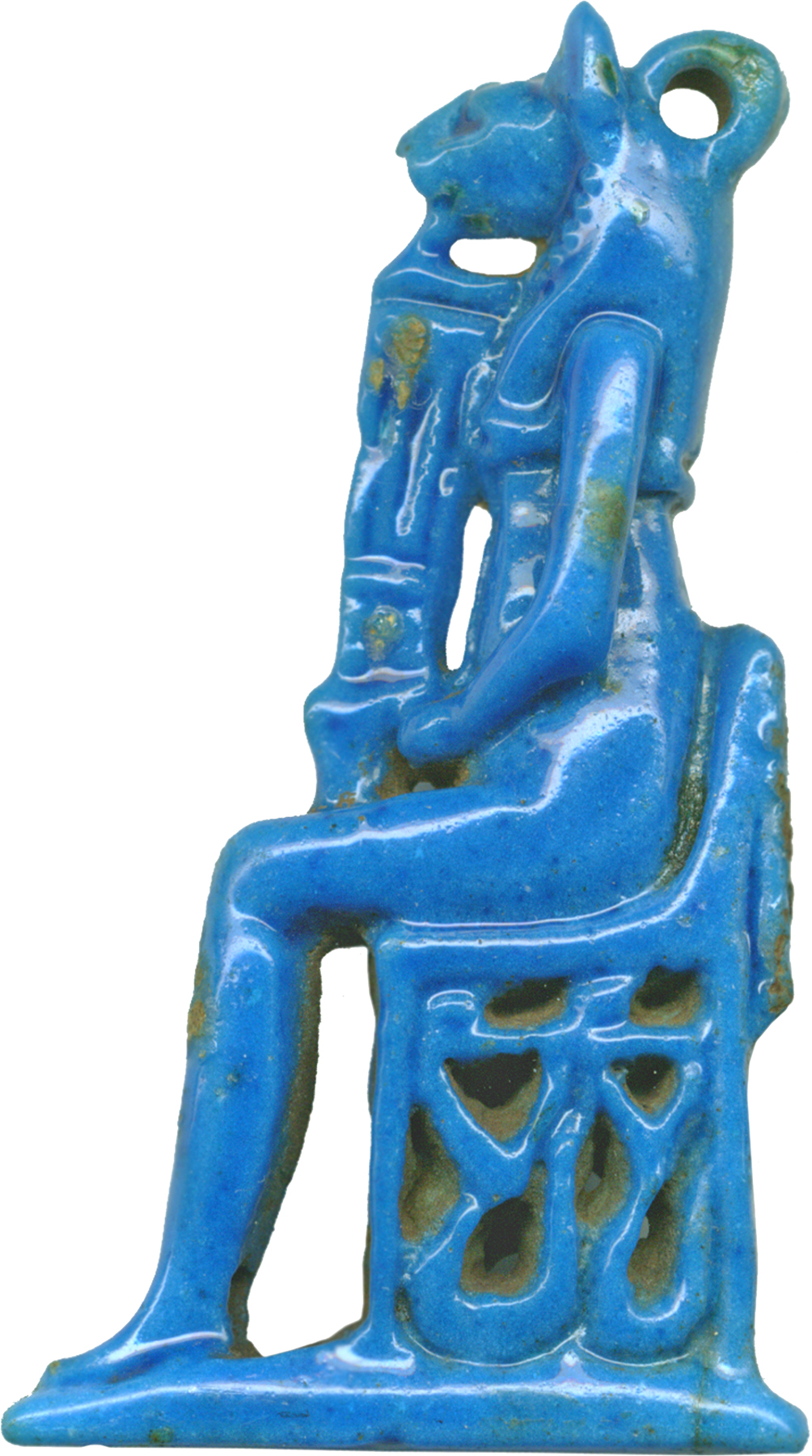
Amuleto di Bastet che stringe un sistro, in porcellana smaltata di blu (Terzo periodo intermedio). Walters Art Museum, Baltimora.

Gli egittologi Turner e Bateson stimano che durante la XXII dinastia (945 a.C. - 715 a.C.), l'antica Bast passò dall'essere una dea leonina al venire definitivamente rappresentata come una divinità protettiva e rassicurante dalle sembianze di gatto, mentre, viceversa, Sekhmet veniva descritta come particolarmente violenta e temibile. Poiché i gatti domestici tendono ad avere un comportamento mite e protettivo nei confronti del padrone e della sua casa, così gli egiziani cominciarono a vedere Bastet come una buona madre, spesso raffigurata insieme a cuccioli di gatto. Un amuleto di Bastet attorniata da gattini era frequente fra le donne che desideravano una gravidanza: tanti cuccioli quanti figli si sperava di avere. 

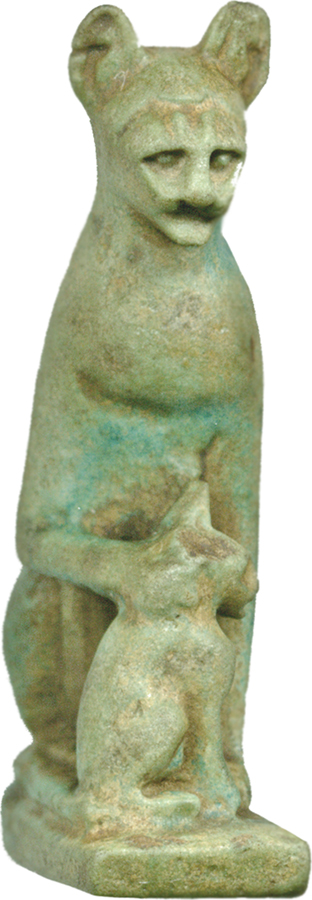
Amuleto di una gatta con un cucciolo in faience smaltata. Walters Art Museum, Boston.

### Assimilazione con le dee Uadjet, Mut e Iside
In quanto madre divina e, più nel dettaglio, divinità protettrice del Basso Egitto, Bastet fu spesso associata alla dea Uadjet, la principale patrona del Basso Egitto. Assunse infine il nome di Uadjet-Bast, in parallelo con l'accostamento fra Sekhmet e Nekhbet, patrona principale dell'Alto Egitto (la dea Sekhmet-Nekhbet). Alla fine, la sua posizione di preminenza nel Basso Egitto la portò a essere legata con la più importante dea Mut, la cui influenza si era notevolmente accresciuta insieme a quella di Amon-Ra: risultato di questo sincretismo fu la dea Mut-Uadjet-Bast. Subito dopo, nel costante mutamento del pantheon egizio, Mut assunse anche l'identità di Sekhmet-Nekhbet.
L'emergere di divinità simili portò a una certa confusione teologica: alcuni documenti conferiscono a Bastet l'epiteto di Signora del sistro (più pertinente con la dea Hathor), altri la presentano come un aspetto di Iside (anche Mut fu assimilata a Iside), mentre i greci la videro come una divinità lunare piuttosto che come solare; Bastet era, in origine, una dea decisamente legata al sole. 

### Il Periodo tolemaico
I nativi sovrani egizi furono sostituiti, con interruzioni, da re persiani (dal 525 a.C.) fino all'instaurazione della Dinastia tolemaica, che governò il Paese per tre secoli (332 a.C. - 30 a.C.). I faraoni tolemaici preservarono le pratiche e le credenze tradizionali dell'Egitto, ma spesso interpretandole in relazione alla loro personale cultura greca. Così, alla già complessa teologia di Bastet, si aggiunse una certa ellenizzazione della dea, che prese anche il nome di Ailuros (dal greco áilouros, gatto), divenendo inoltre un aspetto di Artemide, dea greca della luna. Così, per adattarsi alla mitologia greca, Bastet fu resa sorella di Horus, identificato come Apollo (fratello di Artemide), e di conseguenza figlia di divinità estremamente importanti nella tarda religione egizia, Iside e Ra. Quando i Tolomei caddero e Roma prese il loro posto in Egitto (30 a.C.), l'interpretazione latina delle divinità egizie rimase conforme a quella greca. Dopo l'avvento del Cristianesimo e dell'Islam, nel VI secolo rimanevano solo poche vestigia delle antiche credenze egizie, benché il culto di Iside abbia accompagnato il paganesimo fino alla fine.

## Nome

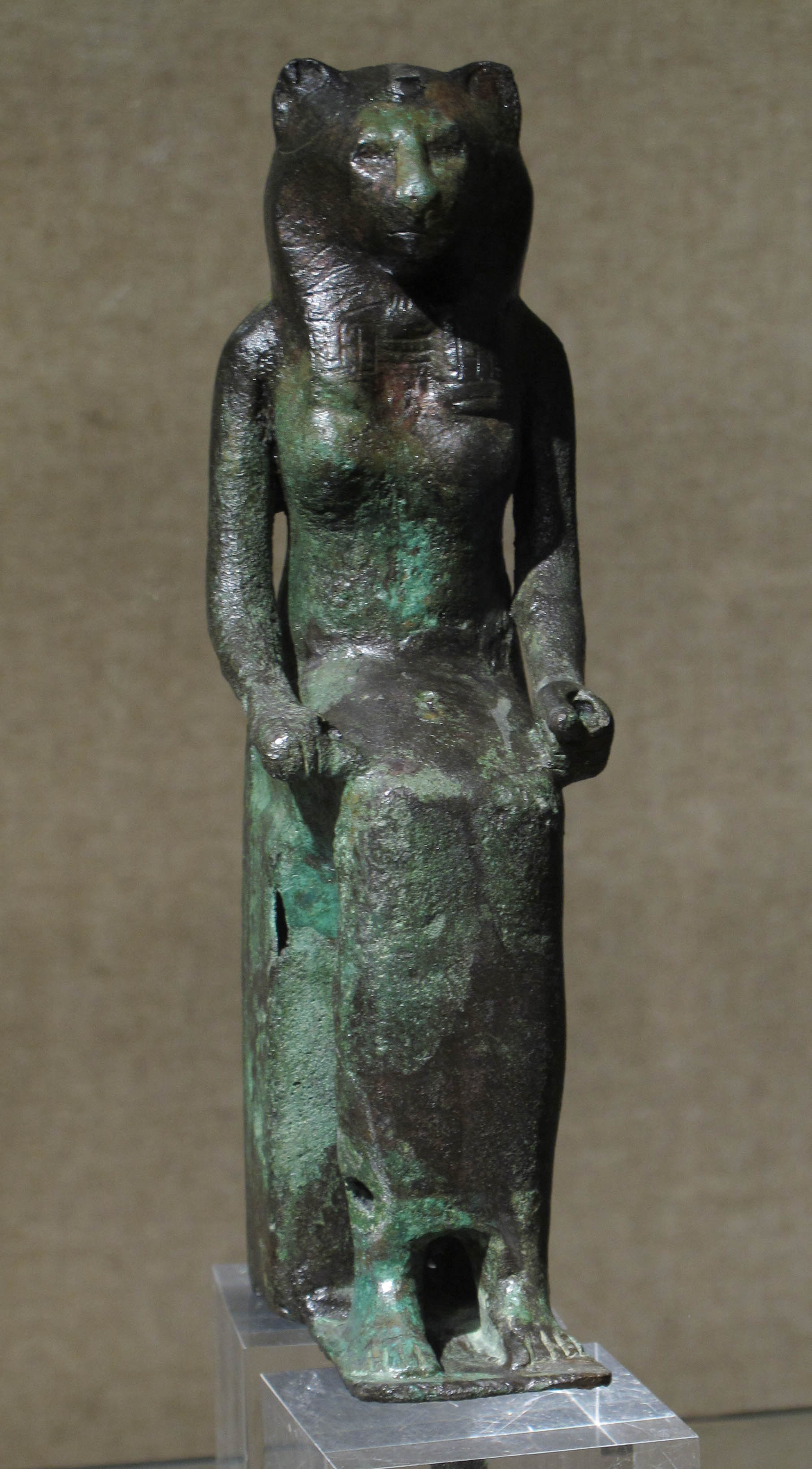
Statuetta di Bastet in bronzo, risalente al Periodo tardo. Muséè Georges-Labit, Parigi.

Bastet, nome generalmente usato dagli studiosi per riferirsi a lei lungo tutta la storia del suo culto per via del suo uso da parte delle ultime dinastie, è una convenzione moderna basata su una ricostruzione linguistica, peraltro dibattuta. Nell'Egitto arcaico, il suo nome era bꜣst, generalmente riportato come Bast. Nella scrittura egizia, la t finale indicava il genere femminile, ma non veniva solitamente pronunciata; l'aleph ( ꜣ ) potrebbe essere retrocesso di una posizione, rendendo ꜣbst. Così, durante il primo millennio della sua storia, il nome bꜣst della dea fu forse letto come *Ubaste o *Ubastat, divenendo Oubaste in lingua copta. Durante le dinastie successive, il culto della dea persistette, ma perse importanza a favore di Amon e delle altre divinità tebane (XVIII dinastia), assumendo il nome di Bastet, con il suffisso femminile definito. Quest'ultima grafia del nome fu largamente documentata in antichità, divenendo la forma più familiari agli studiosi. Durante la XXII dinastia, la transizione da Bast a Bastet era perfettamente compiuta.

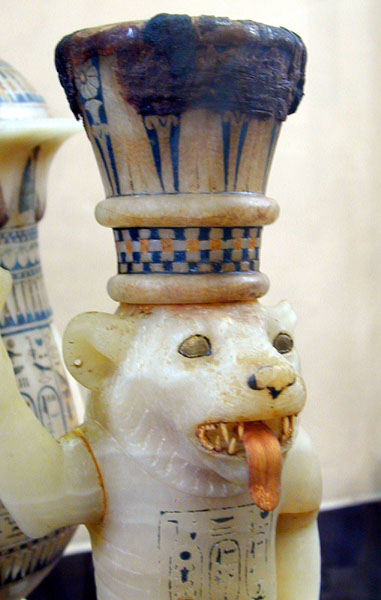
Dettaglio di un vaso d'unguenti in alabastro a forma di leonessa, forse simboleggiante Bastet. Ritrovato nella tomba di Tutankhamon, oggi al Museo egizio del Cairo.

| W1 | B1 |

bꜣst (Bast)

talvolta anche
| W1 · t | B1 |

bꜣstt (Bastet) 

### Significato del nome
Il significato esatto del suo nome sfugge ai moderni studiosi. Un recente tentativo di interpretazione compiuto da Stephen Quirke (Ancient Egyptian Religion) traduce Bastet con Quella dell'unguentario/Quella del vaso d'unguenti. Tale lettura deriva dall'osservazione che il suo nome è scritto con il geroglifico del vaso d'unguenti (bꜣs); forse la dea era associata a certi unguenti protettivi o a pomate sacre, fra le altre cose. Il nome del materiale noto come alabastro potrebbe derivare, con la mediazione della lingua greca, dal nome di Bastet.

## Ruolo e culto
Alle origini Bastet era una dea-leonessa del culto solare, simboleggiante il calore benefico del sole, adorata per la sua potenza, la sua forza, la sua bellezza e la sua agilità (e come tale fu venerata per la maggior parte della storia egizia), ma col tempo venne sempre più assimilata ai culti lunari e ai gatti. Quando l'influenza greca si estese sulla società egiziana, Bastet divenne definitivamente solo una dea lunare, in quanto i Greci la identificarono con Artemide, dea greca della luna.
Come patrona del Basso Egitto era anche protettrice del faraone e perciò accostata alla principale divinità maschile, Ra, il sole. Insieme ad altre dee leonine, fu talvolta rappresentata come incarnazione dell'occhio di Ra (od occhio di Horus). È stata anche raffigurata nell'atto di combattere il malvagio serpente Apopi, acerrimo nemico di Ra.
Venivano talvolta create immagini di Bastet in alabastro, materiale che forse, con la mediazione della lingua greca, prende il nome proprio dalla dea (a-la-Bastet, che in antico egizio vuol dire vaso di Bastet). Poteva essere raffigurata nell'atto di suonare un sistro cerimoniale mentre impugna con l'altra mano un'egida, talvolta decorata con una testa di leone. 
Il suo nome era associato ai preziosi vasi e recipienti in cui gli egizi conservavano gli unguenti utilizzati come profumi. Venne perciò onorata anche come dea dei profumi (funzione condivisa col dio Nefertum), acquisendo l'epiteto di protettrice profumata. Era inoltre invocata contro le malattie contagiose, le epidemie e gli spiriti maligni. 

Un epiteto tipico di Bastet è:
| nb · t | i | K1 · n | s | V6 |

nbt ins (Signora delle Bende)
difatti, nei Testi dei sarcofagi, Bastet ha una menzione come protettrice dei morti.

## Centri di culto

### Bubasti

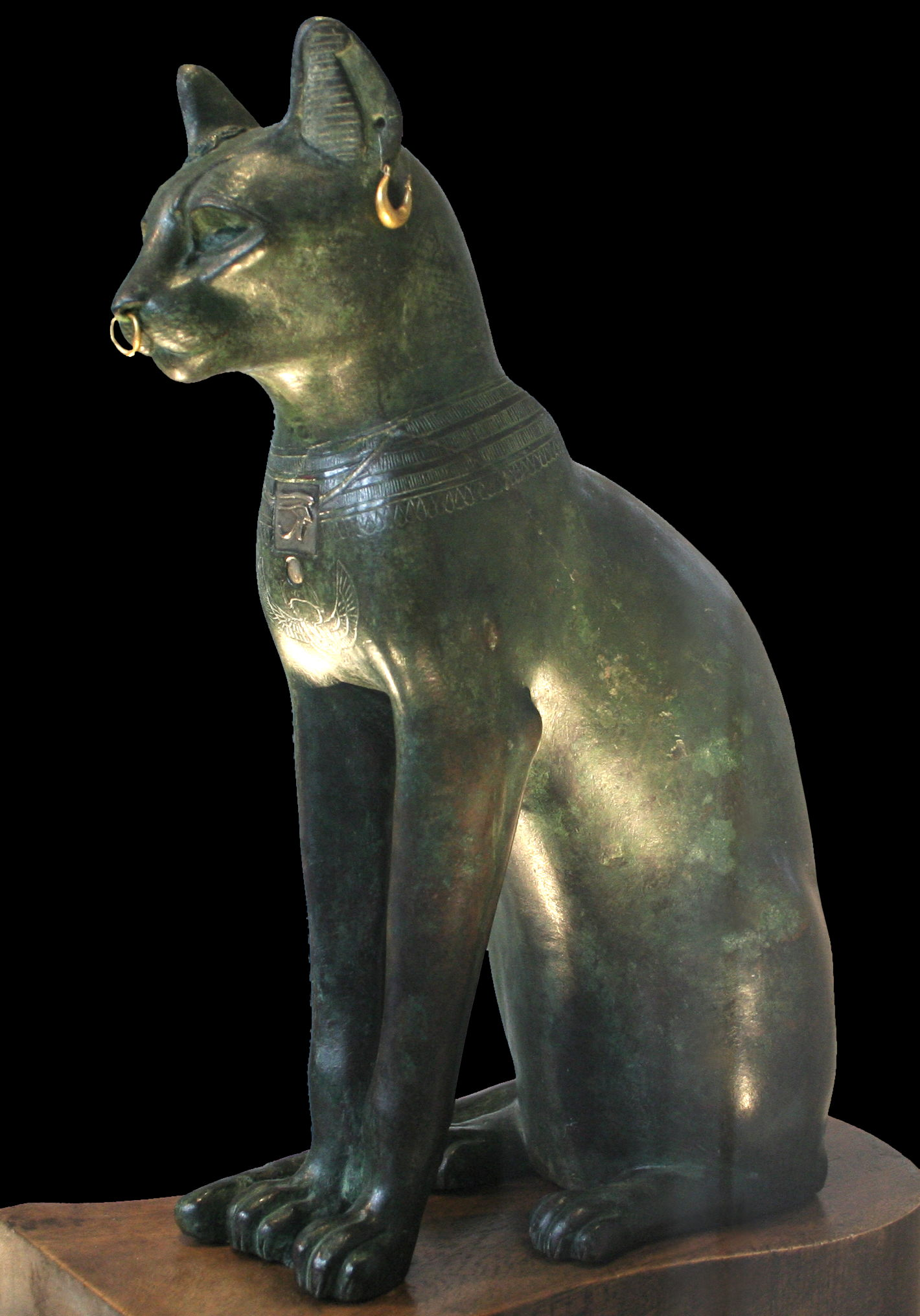
Il Gatto Gayer-Anderson è ritenuto una rappresentazione della dea, British Museum, Londra.

Centro del culto di Bastet era la città di Par-Bastet (chiamata Bubasti dai greci, attuale Zagazig) nella regione del delta del Nilo, dove - secondo Erodoto, storico greco che visitò l'Egitto nel V secolo a.C. - si svolgevano anche festeggiamenti periodici in onore della dea, comprendenti processioni di barche sacre e riti orgiastici, e dove è stata rinvenuta una necropoli di gatti sacri mummificati, con relativo tempio. Nelle sue Storie, lo storico greco ha lasciato una descrizione del grande tempio di Bastet a Bubasti:
(Erodoto)
La descrizione di Erodoto, così come vari testi egizi, mostrano che il tempio era circondato dall'acqua per tre lati su quattro, formando un lago noto come isheru, non dissimile da quello prospiciente il tempio della dea-madre Mut a Karnak. Tali bacini artificiali erano tipici di complessi templari dedicati a dee-leonesse, ritenute (anche con variazioni) figlie di Ra: Bastet, Mut, Tefnut, Hathor e Sekhmet. Ciascuna di queste dee capaci di un'ira temibile doveva essere pacificata tramite un apposito rituale. Un mito narrava di una leonessa caduta nel lago del tempio, per poi uscirne tramutata in mite gatta e accolta nel santuario. 

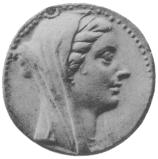
Moneta della regina tolemaica Berenice II, devota a Bastet.

### Una scoperta recente: il Tempio di Berenice II ad Alessandria d'Egitto
Il culto di Bastet ebbe una immensa fortuna anche nelle ultime epoche della millenaria storia egizia. Nel gennaio del 2010 è stata resa nota la scoperta di un tempio d'epoca tolemaica dedicato alla dea, ad Alessandria d'Egitto, in un'area chiamata Kom el-Dikka - nel sito dove sorgeva l'antiche residenze dei sovrani. Il Tempio, alto 60 metri e largo 15 metri, sarebbe appartenuto alla regina Berenice II, sposa del faraone Tolomeo III (regno: 246 - 222 a.C.). Fra le rovine sono state rinvenute numerose statue e statuette della dea Bastet, e l'archeologo Mohammed Abdel-Maqsood, che ha guidato la spedizione, affermò che si trattava del primo luogo di culto dedicato a Bastet scoperto nella capitale tolemaica, fondata da Alessandro Magno intorno al 331 a.C. Per come era adorata in tale Tempio, Bastet era assimilata alla dea greca Artemide, dalle forti caratteristiche lunari, e assimilata al gatto - contrariamente al carattere solare e leonino, e al legame con Ra, che aveva sempre avuto nei secoli precedenti. Il sito ha restituito anche sculture di altre divinità, oltre a ceramiche e un pozzo d'epoca romana. Zahi Hawass, allora segretario generale del Supremo Consiglio delle Antichità, ipotizzò che il Tempio sarebbe stato riutilizzato in epoche successive come cava di materiali da costruzione, data la mancanza di buona parte dei blocchi di pietra. 

## Il culto dei gatti

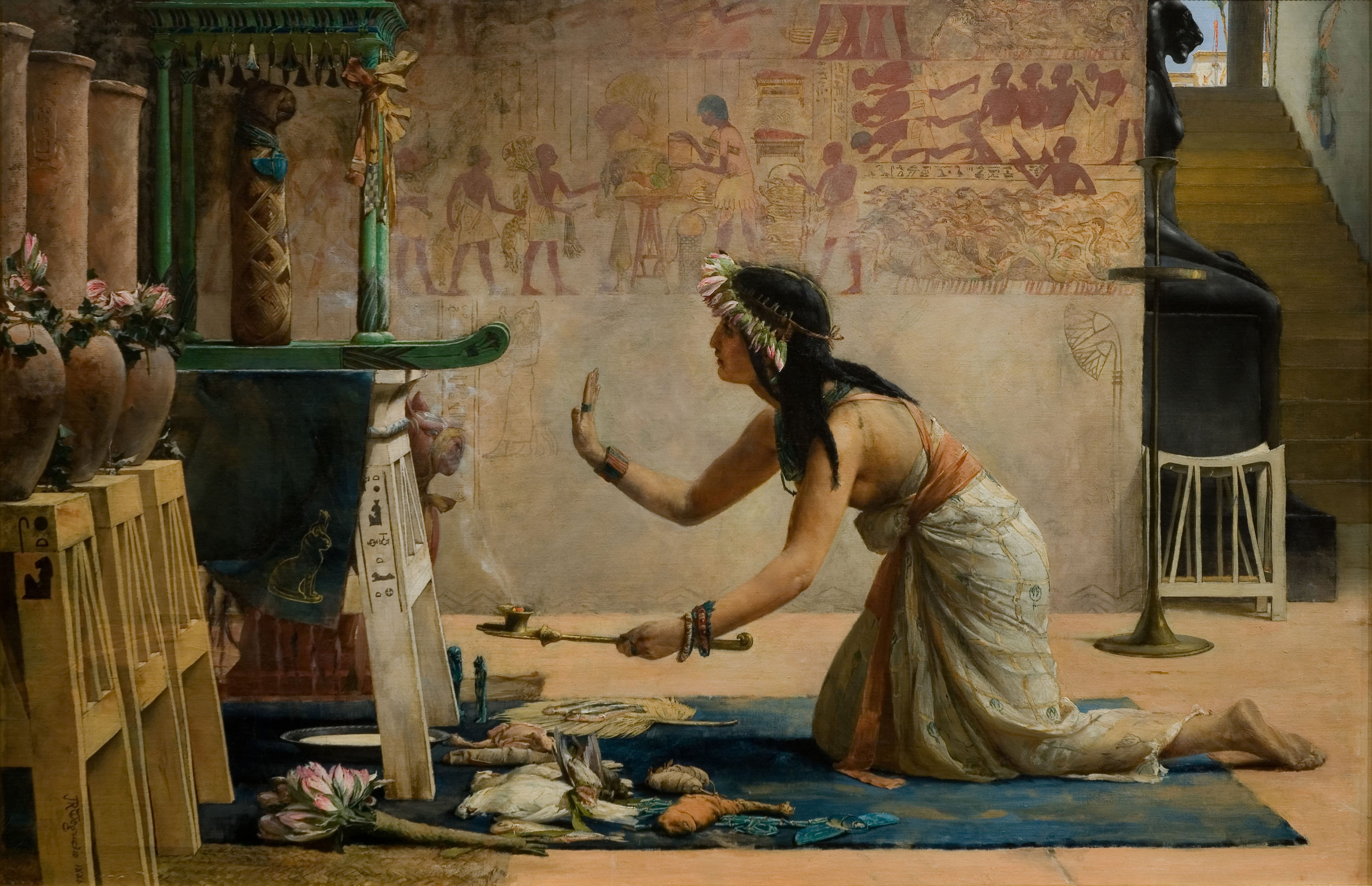
John Reinhard Weguelin, The Obsequies of an Egyptian Cat (1886), Auckland Art Gallery, Auckland.

Gli antichi egizi addomesticarono i gatti che vivevano ai confini del delta del Nilo, originariamente per debellare i topi che infestavano i granai.

Col passare del tempo, non ci fu casa o tempio o edificio che non registrasse la presenza di almeno un gatto, tenuto peraltro con ogni cura. Quando uno di questi felini moriva, si dice che il padrone usasse radersi le sopracciglia in segno di lutto per l'animale e di rispetto nei confronti della dea.
Il culto di Bastet, e di conseguenza il culto dei gatti, raggiunsero una diffusione tale che il gatto in Egitto era protetto dalla legge. Era vietato fare loro del male o trasferirli al di fuori dei confini del regno dei faraoni. Chi violava tali disposizioni, era passibile di pena di morte.

Nonostante le leggi egizie proibissero l'esportazione dei gatti, ritenuti animali sacri, i navigatori fenici li contrabbandarono fuori del paese, facendone oggetto di commercio insieme ad altre merci preziose.

## Miti

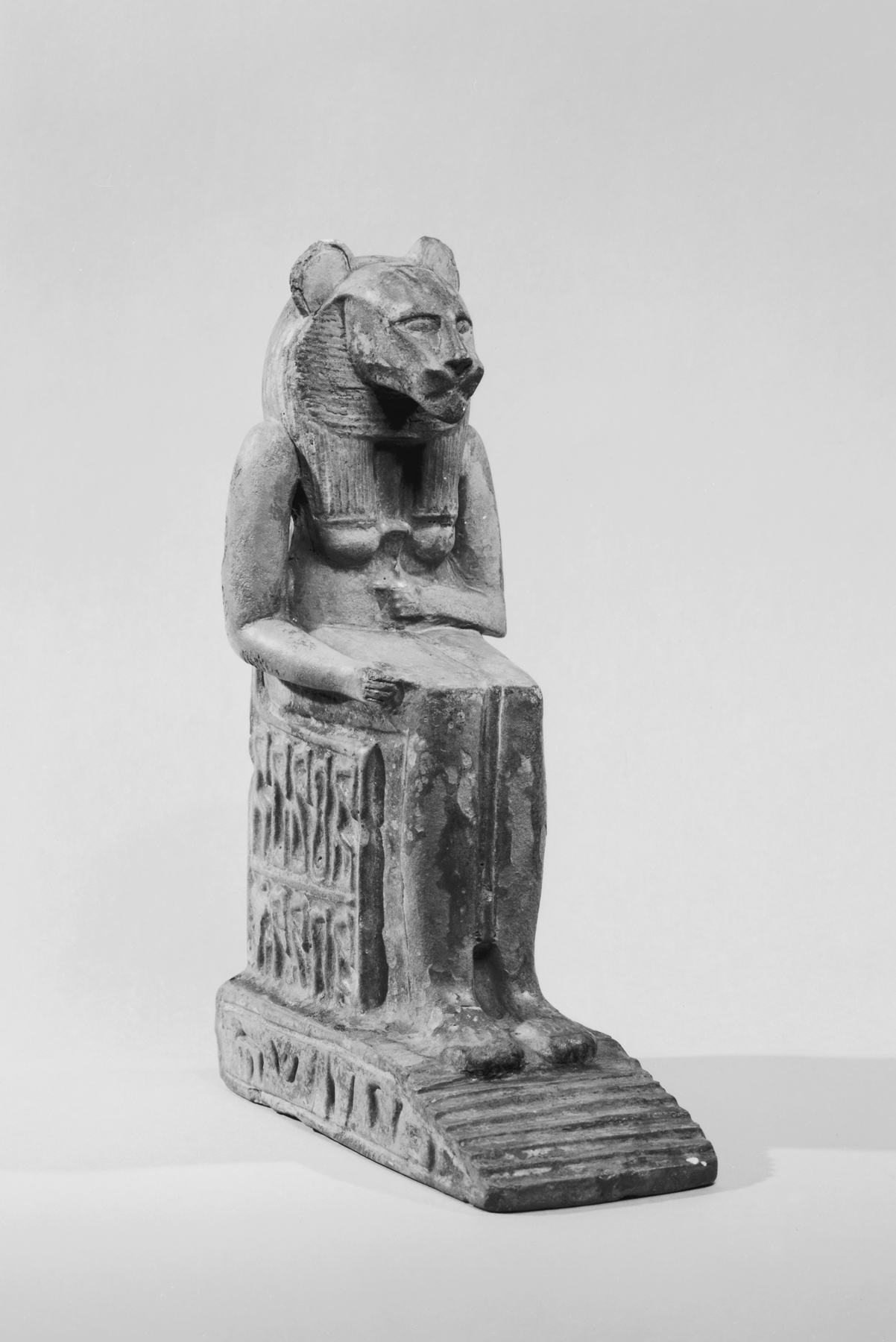
Statuetta di Bastet, con testa di leone, assisa d'epoca romana. Walters Art Museum, Boston.

### Mito "della Dea Distante"
Gli Egizi avevano il proverbio "Non si accarezza la gatta Bastet prima di aver affrontato la leonessa Sekhmet". Bastet è infatti comunemente abbinata a sua sorella Sekhmet, alla dea dalla testa di leone di Memphis, a Uadjet e ad Hathor. Tale modo di dire deriva dal mito chiamato "della Dea Distante": Ra, infuriato, provoca una siccità, evento terribile per gli egizi che vivevano delle piene del Nilo. Calmatosi, manda Thot (in altre versioni Shu) a cercare Bastet in Nubia, dove la dea si era nascosta sotto forma di leonessa, ossia nelle vesti di Sekhmet. Discendendo il Nilo, Bastet si bagna nel fiume in una città sacra a Iside, trasformandosi di nuovo in benefica dea-gatta, per poi entrare trionfante a Par Bastet, la città dei gatti, dove viene rintracciata da Thot/Shu. Per secoli gli egizi ripercorsero tale viaggio in venerazione dei gatti. Alcuni studiosi hanno interpretato il mito della Dea Distante come allegoria del controllo della sessualità femminile.

### Mito del principe Setne
La connessione di Bastet con la sfera erotica è meno velatamente oggetto del mito del principe Setna, uno dei molti figli di Ramses II. Essendosi innamorato della bella Taboubu, figlia di un sacerdote di Bastet, Setne organizza un incontro con la fanciulla nella "casa di Bastet" a Menfi. Prima di coricarsi, Taboubu lo convince a cederle tutti i suoi averi. Setne Le concede inoltre di uccidere i suoi figli e darne le carni in pasto a cani e gatti. Al momento di abbracciarla, il principe si ritrova improvvisamente e inspiegabilmente nudo e solo in mezzo alla strada: si era trattato di un'allucinazione inflittagli dagli dei per punirlo del furto di un libro sacro a Thot dalla tomba di un principe di nome Neneferkaptah.
Una formula magica medica allude a un gatto, probabilmente Bastet, punto da uno scorpione e curato da Ra.

## Nella cultura di massa
- La dea è presente nel romanzo fantasy mitologico American Gods di Neil Gaiman come guida del protagonista Shadow Moon.
- Nei libri The Kane Chronicles Bastet, con il nome di Bast, è un personaggio di supporto molto importante ai protagonisti.
- In Stardust Crusaders, il terzo arco narrativo de Le bizzarre avventure di JoJo, Bastet è lo stand dell'antagonista Mariah.
- Bastet è la dea protettrice del Wakanda nei fumetti Marvel e nel Marvel Cinematic Universe.